# André Schuiteman
André Schuiteman (1960 ) es un botánico, orquideólogo, y curador neerlandés y en el Nationaal Herbarium Nederland. En la actualidad es investigador del Kew Gardens.

## Algunas publicaciones
- andré Schuiteman. 2014. Dendrobieae (p.p.) and Aeridinae (p.p.) En: Pridgeon, A.M., Cribb, V, Chase, M.W. & Rasmussen, F.N. (Eds.). Genera Orchidacearum. Vol. 6. Epidendroideae (Parte 3) Oxford Univ. Press

- ---------------------, leonid Averyanov, Romana Rybková. 2013. Vanilla atropogon, a new species from Vietnam. Orchideen. 1-1; 10-16

- ---------------------, jaap jan Vermeulen, ed de Vogel, art Vogel. 2011. Nocturne for an unknown pollinator: first description of a night-flowering orchid (Bulbophyllum nocturnum). Botanical Journal of the Linnean Society 167 ( 3): 344–350 doi 10.1111/j.1095-8339.2011.01183.x

- ---------------------. 2011. The strange case of Dendrobium aphyllum. Orchid Review 119: 104-110

- ---------------------, p. Bonnet, b. Svengsuksa, d. Barthélémy. 2008. An annotated checklist of the Orchidaceae of Laos. Nordic J. of Botany 26: 257-314

- barbara Gravendeel, ann Smithson, ferry j.w. Slik, andre Schuiteman. 2004. Epiphytism and pollinator specialization: drivers for orchid diversity? Phil. Trans. R. Soc. Lond. B 359, 1523–1535
- La abreviatura «Schuit.» se emplea para indicar a André Schuiteman como autoridad en la descripción y clasificación científica de los vegetales.[2]